# Бейсенбай

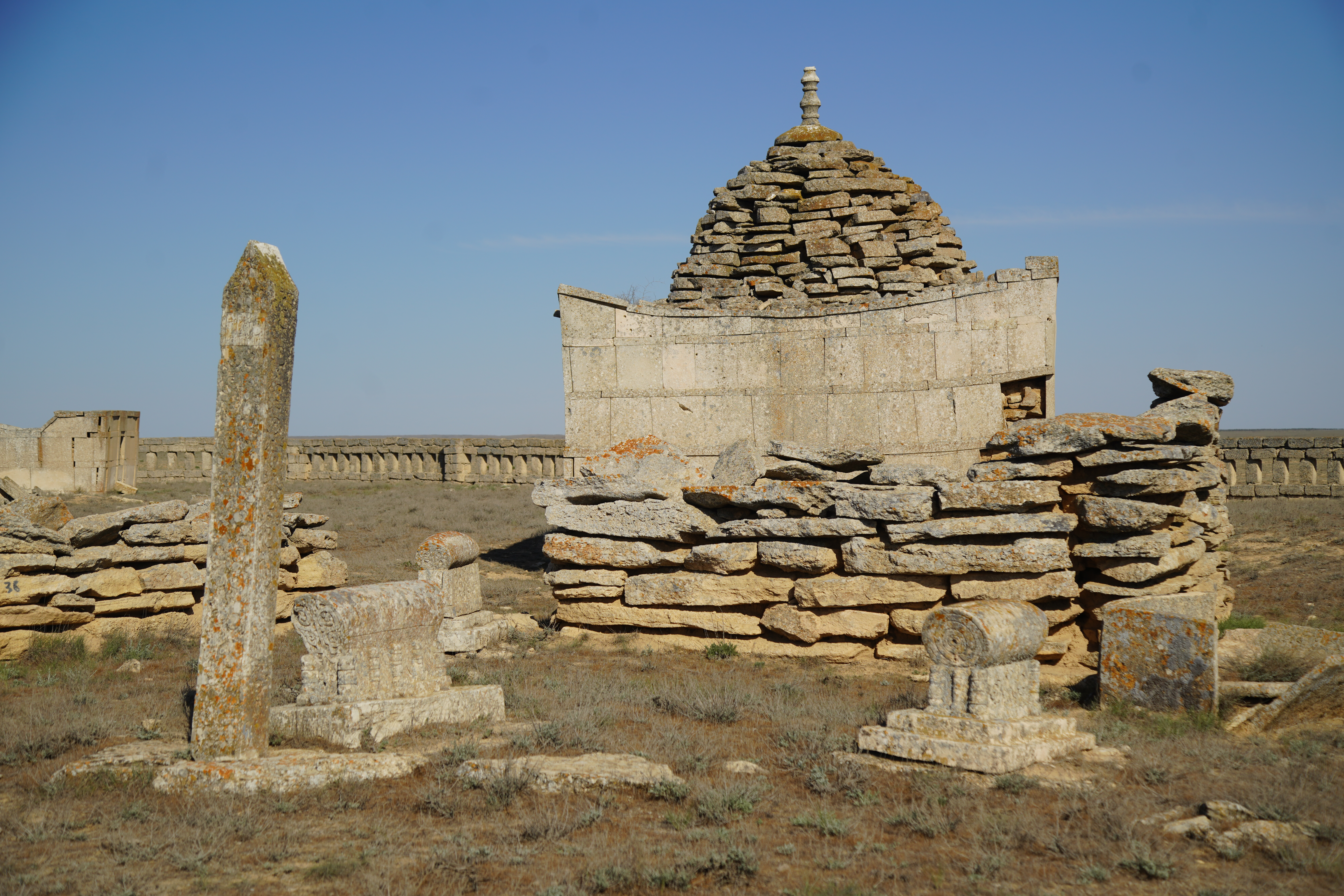
Некрополь Бейсенбай

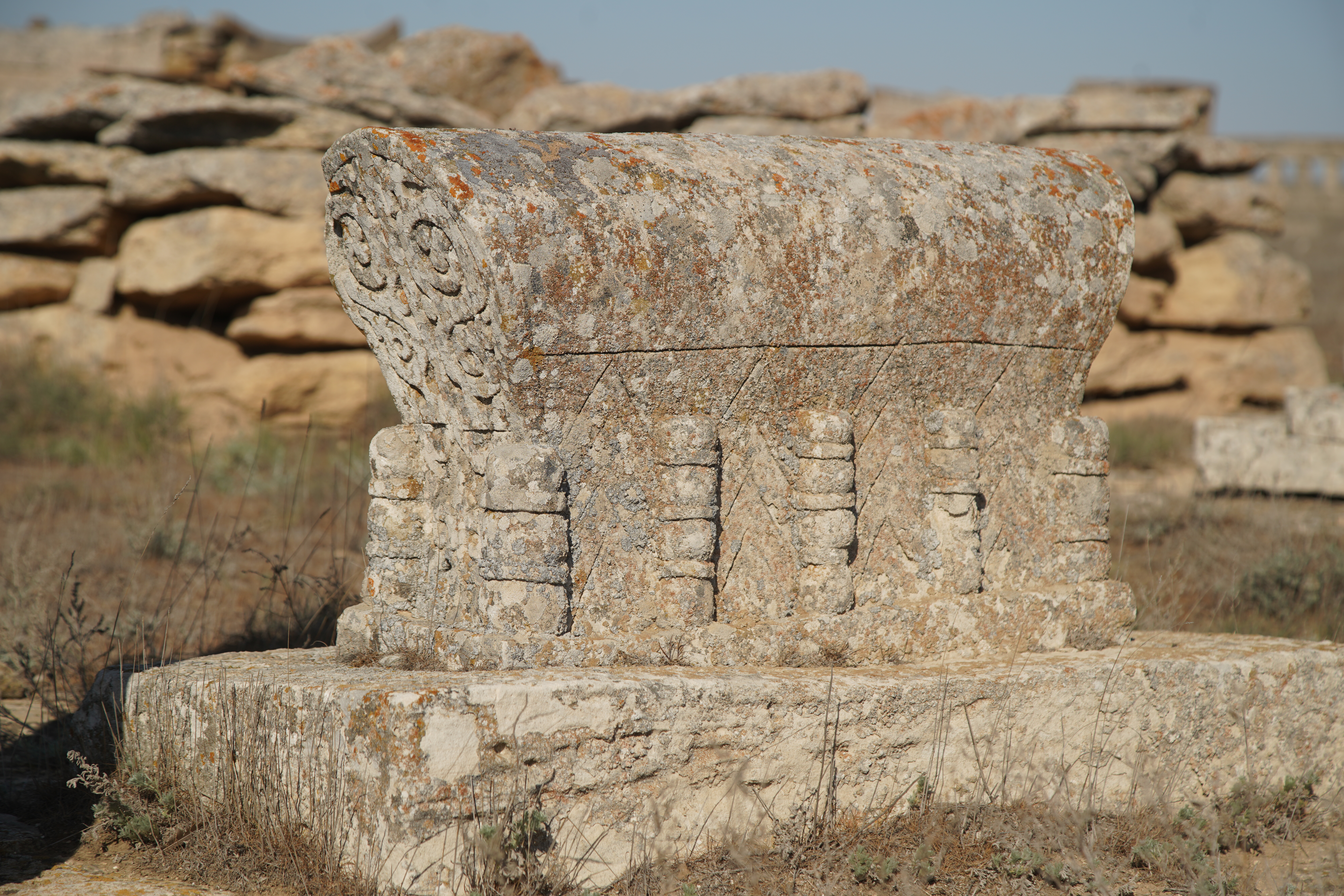
Койтас

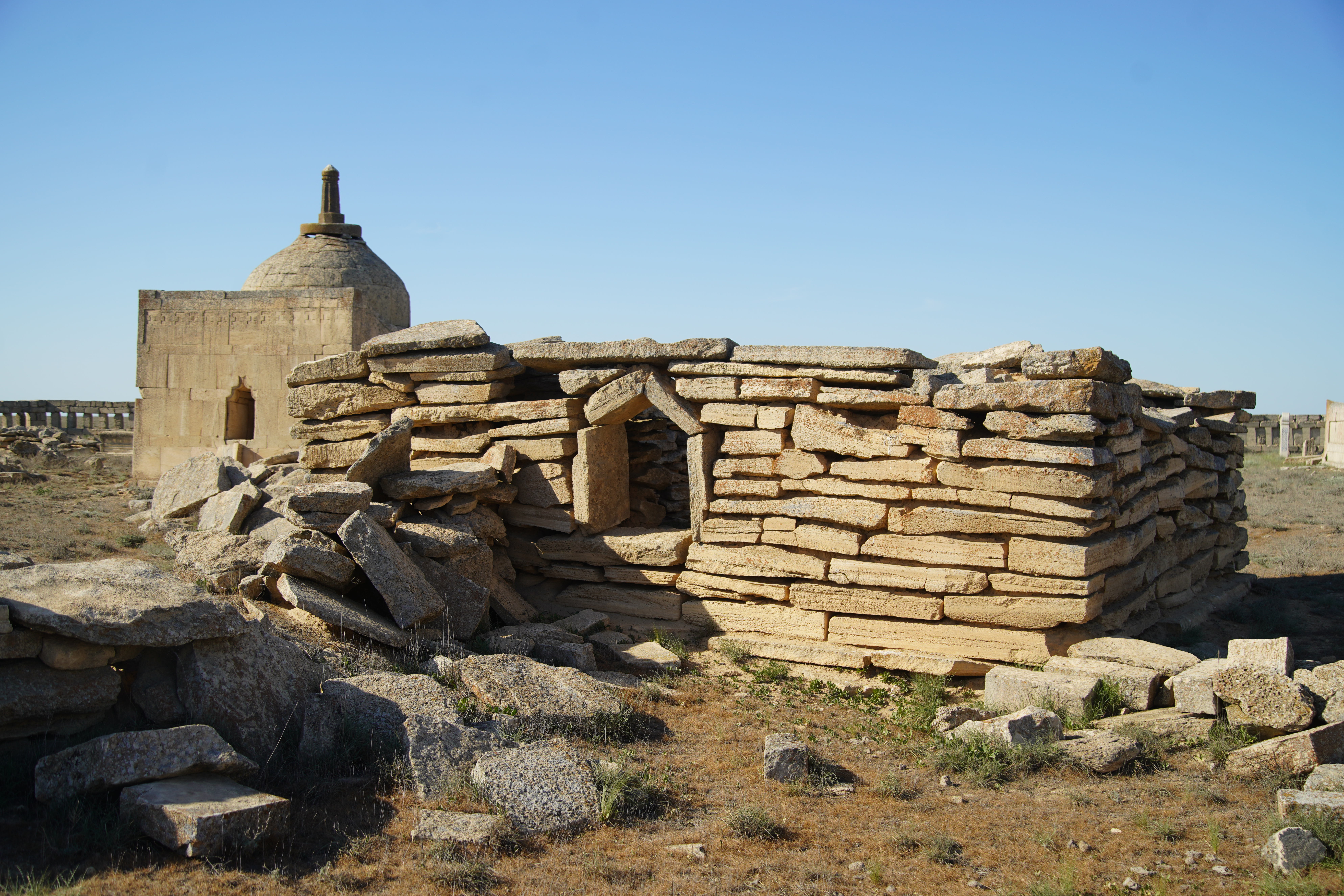
Некрополь Бейсенбай

Бейсенбай — некрополь конца XIX века на территории Мангистауской области, в 25 км от города Форт-Шевченко. В 1978 исследован экспедицией Казахстанского института реставрации и проектирования. Содержит как крупные надмогильные сооружения — мавзолеи, саганатамы (ограды с возвышением в изголовье погребения), четырёхсторонние ограды — так и малые архитектурные формы. Основную часть составляют мазары с оригинальными угловыми навершиями и хорошо сохранившимся красочным декором. Разнообразие геометрических форм надгробий и каменных плит. Среди малых форм выделяются кулпытасы (обелиски), койтасы (ступенчатые надгробия в виде стилизованного барана), которые отличаются простыми строгими членениями. Койтасы имеют высокий пьедестал и верхнюю часть в форме цилиндра. На плитах высечены изображения различных видов оружия, а также посвящения и эпитафии арабской вязью.